# Rupília
Rupília Faustina (c. 87 - antes de 138) foi uma influente nobre romana. Ela era filha de Salonina Matídia, uma sobrinha do imperador romano Trajano, com o cônsul sufecto Libão Rupílio Frúgio.

## Família
Ela tinha duas meio-irmãs mais velhas por parte de mãe, a imperatriz Víbia Sabina, esposa de Adriano, e Matídia Menor. Todas elas viveram e foram criadas na casa de Trajano e sua esposa, Pompeia Plotina.
Faustina se casou com Marco Ânio Vero, um prefeito em Roma e cônsul por três vezes, com quem teve três filhos:
- Ânia Galéria Faustina, mais conhecida como Faustina Maior, que se tornaria a imperatriz de Antonino Pio;
- Marco Ânio Libo, um cônsul;
- Marco Ânio Vero, um pretor que se casou com Domícia Lucila com quem teve dois filhos: o imperador Marco Aurélio e sua irmã Ânia Cornifícia Faustina.